# 景天庚酮糖-7-磷酸
景天庚酮糖-7-磷酸（英語：Sedoheptulose 7-phosphate）是磷酸戊糖途径的一种中间代谢产物，由转酮醇酶合成再经转醛醇酶转化为下游产物。
此外，景天庚酮糖激酶能利用景天庚酮糖和ATP 来合成ADP 和景天庚酮糖-7-磷酸。
景天庚酮糖二磷酸酶也能通过水解景天庚酮糖-1,7-二磷酸来生成景天庚酮糖-7-磷酸。